# Tweede Kamerverkiezingen in het kiesdistrict Middelburg (1888-1918)

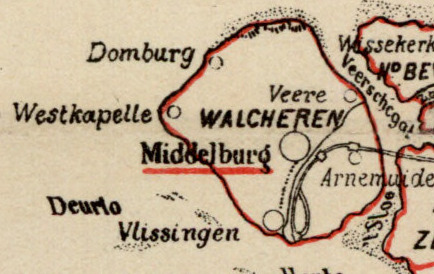
Kiesdistrict Middelburg (1888)

Tweede Kamerverkiezingen in het kiesdistrict Middelburg (1888-1918) geeft een overzicht van verkiezingen voor de Nederlandse Tweede Kamer in het kiesdistrict Middelburg in de periode 1888-1918.
Het kiesdistrict Middelburg was al ingesteld in 1848. De indeling van het kiesdistrict werd gewijzigd na de grondwetsherziening van 1887; tevens werd het kiesdistrict toen omgezet in een enkelvoudig district. Tot het kiesdistrict behoorden de volgende gemeenten: Aagtekerke, Arnemuiden, Biggekerke, Domburg, Grijpskerke, Koudekerke, Meliskerke, Middelburg, Nieuw- en Sint Joosland, Oost- en West-Souburg, Oostkapelle, Ritthem, Serooskerke, Sint Laurens, Veere, Vlissingen, Vrouwenpolder, Westkapelle en 
Zoutelande.
Het kiesdistrict Middelburg vaardigde in deze periode per zittingsperiode één lid af naar de Tweede Kamer. 
Legenda
- cursief: in de eerste verkiezingsronde geëindigd op de eerste of tweede plaats, en geplaatst voor de tweede ronde;
- vet: gekozen als lid van de Tweede Kamer.

## 6 maart 1888
De verkiezingen werden gehouden na vervroegde ontbinding van de Tweede Kamer.
|                            | 6 maart | 20 maart |
| -------------------------- | ------- | -------- |
| Kiesgerechtigden           | 4.267   | 4.267    |
| Opkomst                    | 3.698   | 3.924    |
| Geldige stemmen            | 3.685   | 3.882    |
| Blanco stemmen             | 10      | 31       |
| Kandidaten                 |         |          |
| C. Lucasse                 | 1.798   | 1.985    |
| A. Smit                    | 1.668   | 1.895    |
| J. van der Beke Callenfels | 175     |          |

## 9 juni 1891
De verkiezingen werden gehouden na ontbinding van de Tweede Kamer.
|                    | 9 juni |
| ------------------ | ------ |
| Kiesgerechtigden   | 4.398  |
| Opkomst            | 3.919  |
| Geldige stemmen    | 3.884  |
| Blanco stemmen     | 8      |
| Kandidaten         |        |
| A. Smit            | 1.852  |
| C. Lucasse         | 1.808  |
| C.J.A. Heydenrijck | 133    |
| W.P.G. Helsdingen  | 56     |

Geen van de kandidaten behaalde de absolute meerderheid, als gevolg waarvan een tweede verkiezingsronde noodzakelijk was. Smit was echter wel direct gekozen in het kiesdistrict Ridderkerk, en trok zich terug voor de tweede ronde in Middelburg. Daarom kon die daar niet gehouden worden.

## 25 juni 1891
De naverkiezing werd gehouden om alsnog in de ontstane vacature te voorzien.
|                  | 25 juni |
| ---------------- | ------- |
| Kiesgerechtigden | 4.398   |
| Opkomst          | 3.907   |
| Geldige stemmen  | 3.863   |
| Blanco stemmen   | 37      |
| Kandidaten       |         |
| C. Lucasse       | 1.997   |
| E. Fokker        | 1.555   |
| J.H. Snijders    | 270     |

## 10 april 1894
De verkiezingen werden gehouden na vervroegde ontbinding van de Tweede Kamer.
|                  | 10 april |
| ---------------- | -------- |
| Kiesgerechtigden | 4.311    |
| Opkomst          | 1.938    |
| Geldige stemmen  | 1.733    |
| Blanco stemmen   | 200      |
| Kandidaten       |          |
| C. Lucasse       | 1.626    |

## 15 juni 1897
De verkiezingen werden gehouden na ontbinding van de Tweede Kamer.
|                      | 15 juni | 25 juni |
| -------------------- | ------- | ------- |
| Kiesgerechtigden     | 7.262   | 7.262   |
| Opkomst              | 6.141   | 6.377   |
| Geldige stemmen      | 5.960   | 6.260   |
| Blanco stemmen       | 181     | 117     |
| Kandidaten           |         |         |
| C. Lucasse           | 2.672   | 3.137   |
| E. Fokker            | 2.243   | 3.123   |
| E.L. van Hardenbroek | 856     |         |
| A.P.C. van Karnebeek | 177     |         |
| G.T.W. Kotte         | 12      |         |

## 14 juni 1901
De verkiezingen werden gehouden na ontbinding van de Tweede Kamer.
|                  | 14 juni |
| ---------------- | ------- |
| Kiesgerechtigden | 7.770   |
| Opkomst          | 6.397   |
| Geldige stemmen  | 6.305   |
| Blanco stemmen   | 92      |
| Kandidaten       |         |
| C. Lucasse       | 3.279   |
| A. Smit          | 2.329   |
| J.A. Bergmeyer   | 697     |

## 11 februari 1903
Christiaan Lucasse, gekozen bij de verkiezingen van 14 juni 1901, trad op 12 januari 1903 af vanwege zijn benoeming als kantonrechter in Goes. Om in de ontstane vacature te voorzien werd een tussentijdse verkiezing gehouden.
|                  | 11 februari |
| ---------------- | ----------- |
| Kiesgerechtigden | 8.115       |
| Opkomst          | 5.106       |
| Geldige stemmen  | 4.888       |
| Blanco stemmen   | 218         |
| Kandidaten       |             |
| C. Lucasse       | 3.703       |
| J.A. Bergmeyer   | 1.185       |

## 16 juni 1905
De verkiezingen werden gehouden na ontbinding van de Tweede Kamer.
|                  | 16 juni |
| ---------------- | ------- |
| Kiesgerechtigden | 9.151   |
| Opkomst          | 8.335   |
| Geldige stemmen  | 8.245   |
| Blanco stemmen   | 90      |
| Kandidaten       |         |
| C. Lucasse       | 4.180   |
| H. Snijders      | 3.542   |
| J.A. Bergmeyer   | 523     |

## 11 juni 1909
De verkiezingen werden gehouden na ontbinding van de Tweede Kamer.
|                      | 11 juni |
| -------------------- | ------- |
| Kiesgerechtigden     | 10.198  |
| Opkomst              | 8.864   |
| Geldige stemmen      | 8.758   |
| Blanco stemmen       | 106     |
| Kandidaten           |         |
| J.H. Blum            | 4.953   |
| H. Snijders          | 2.467   |
| E.A.O. de Casembroot | 855     |
| G.W. Sannes          | 483     |

## 17 juni 1913
De verkiezingen werden gehouden na ontbinding van de Tweede Kamer.
|                  | 17 juni | 25 juni |
| ---------------- | ------- | ------- |
| Kiesgerechtigden | 11.293  | 11.293  |
| Opkomst          | 10.289  | 10.671  |
| Geldige stemmen  | 10.154  | 10.628  |
| Blanco stemmen   | 135     | 43      |
| Kandidaten       |         |         |
| E.E. van Raalte  | 4.070   | 5.521   |
| J.H. Blum        | 4.886   | 5.107   |
| G.F. Lindeijer   | 1.198   |         |

## 15 juni 1917
De verkiezingen werden gehouden na ontbinding van de Tweede Kamer.
|                  | 15 juni |
| ---------------- | ------- |
| Kiesgerechtigden | 11.885  |
| Opkomst          | 5.963   |
| Geldige stemmen  | 5.759   |
| Blanco stemmen   | 204     |
| Kandidaten       |         |
| E.E. van Raalte  | 4.448   |
| H.C. Hofman      | 1.311   |

## Opheffing
De verkiezing van 1917 was de laatste verkiezing voor het kiesdistrict Middelburg. In 1918 werd voor verkiezingen voor de Tweede Kamer overgegaan op een systeem van evenredige vertegenwoordiging met kandidatenlijsten van politieke partijen.